# Сальваторе Антібо
Сальваторе Антібо  (італ. Salvatore Antibo; 7 лютого 1962) — італійський легкоатлет, олімпійський медаліст.

## Виступи на Олімпіадах
| Олімпіада         | Дисципліна           | Місце      |
| ----------------- | -------------------- | ---------- |
| Лос-Анджелес 1984 | біг на 5000 метрів   | 14 h2 r2/3 |
| Лос-Анджелес 1984 | біг на 10 000 метрів | 4          |
| Сеул 1988         | біг на 5000 метрів   | 8 h1 r2/3  |
| Сеул 1988         | біг на 10 000 метрів | 2          |
| Барселона 1992    | біг на 5000 метрів   | 16         |
| Барселона 1992    | біг на 10 000 метрів | 4          |